# 虎門寨追加条約
虎門寨追加条約（こもんさいついかじょうやく）は、アヘン戦争後の南京条約に次いで締結されたイギリスおよび清国の2国間条約。単に虎門条約ともいう。
南京条約の不明確な条項に対する細目を規定した追加条約で、関税自主権の喪失、領事裁判権および片務的最恵国待遇などを認めた不平等条約だった。
南京条約において「香港の割譲」と「五港の開港」を最優先条項に掲げた英国は、そこから洩れた特権に関してその後も中国側と書翰の往復によって交渉を続けた。その結果、初代香港総督ポッティンジャーと両江総督耆英の両代表によって、まず1843年6月に香港で五港通商章程が協定され、続いて同年10月8日に虎門寨にて虎門寨追加条約が署名された。

## 内容
この条約は16カ条および英国小型船に関する付属条項1カ条から成り、付属の五港通商章程ともども南京条約と一体をなすものとされた。
主な協定条項を摘録する。
第8条の規定に基きイギリスと同条件で貿易に従事する権利を得たアメリカ合衆国、フランスの両国は、翌年清国とそれぞれ望厦条約、黄埔条約を結んだが、この2つの通商条約には虎門寨追加条約および付属通商章程と同等か、あるいはそれ以上に詳細な規定が盛り込まれた。
なお、南京条約ならびに虎門寨追加条約および付属通商章程は、アロー戦争後の天津条約においてその内容が修正、改善、網羅されたことから、天津条約第1条の規定をもってすべて廃棄された。